# Marcel Konrad
Marcel Konrad (* 6. Mai 1954 in Luzern) ist ein Schweizer Schriftsteller.

## Leben
Nach einer Ausbildung zum Grundschullehrer war er zwei Jahre an einer Grundschule auf dem Lande tätig. Danach begann er ein Studium der Philosophie und Kunstgeschichte an der Universität Zürich, das er abbrach, um nochmals drei Jahre als Grundschullehrer zu arbeiten. Seit 1983 lebt er als freier Schriftsteller in Luzern. Konrad ist Verfasser von drei Entwicklungsromanen. Daneben schreibt Konrad Erzählungen und Hörspiele.

## Auszeichnungen
- 1980, 1984 und 1987 Werkpreis der Literaturförderung von Stadt und Kanton Luzern
- 1984 Förderpreis zum Friedrich-Hölderlin-Preis der Stadt Bad Homburg
- 1985 Preis der Schweizerischen Schillerstiftung
- 1987 Pro-Arte-Literaturpreis
- 1988 und 1994 Literaturpreis des Kantons Aargau
- 1991 Preis der Marianne- und Curt-Dienemann-Stiftung
- 1993 Anerkennungspreis der Stadt Luzern

## Werke
- Stoppelfelder. Zürich 1983
- Erzählzeit. Zürich 1984
- In meinem Rücken hängt das Vatertier – vor meinen Füßen liegt das Muttertier. Zürich 1988